# Elasmus broomensis
Elasmus broomensis är en stekelart som beskrevs av Naumann och Sands 1984. Elasmus broomensis ingår i släktet Elasmus och familjen finglanssteklar. Inga underarter finns listade i Catalogue of Life.